# スーザン・ヘイワード
スーザン・ヘイワード（Susan Hayward, 本名: Edythe Marrenner, 1917年6月30日 - 1975年3月14日）は、アメリカ合衆国ニューヨーク州出身の女優である。

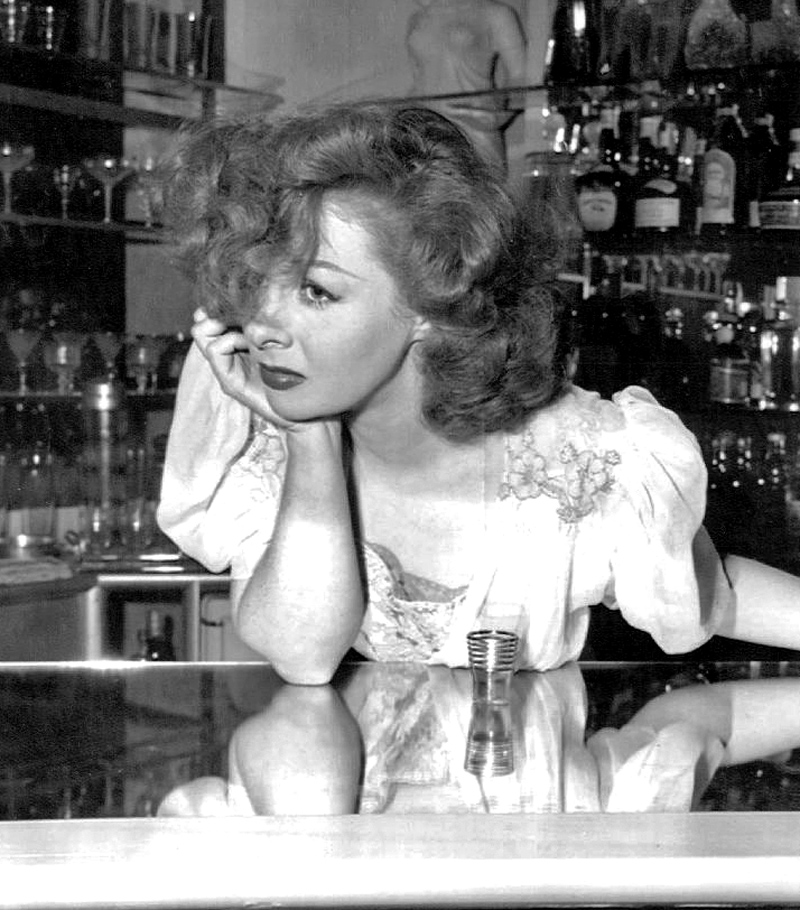
『スマッシュ・アップ』（1947年）の一場面

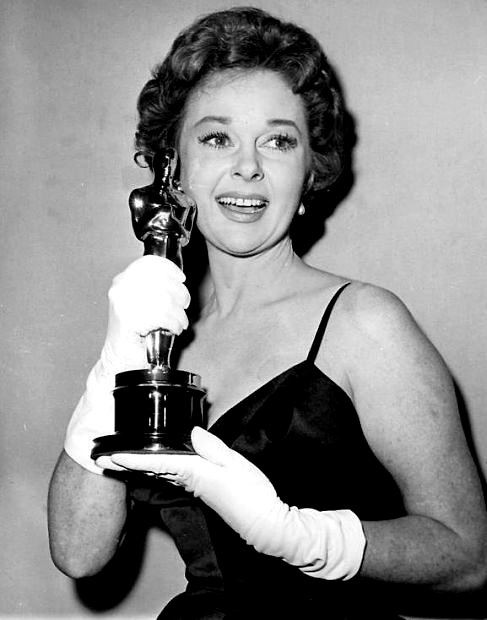
『私は死にたくない』（1958年）でアカデミー主演女優賞を受賞

## 来歴
祖父母はスウェーデンからの移民。父はトラックの運転手。1917年（1918年または1919年説もある）にニューヨーク市ブルックリンに生まれる。
1937年、商業高校を卒業後に女優を夢見てモデルを経て、ハリウッドに移る。この時期、『風と共に去りぬ』のオーディションも受け最終選考まで残っているが、役を得ることは出来なかった。しかし徐々に映画に出演しはじめ、1939年には『ボー・ジェスト』でゲイリー・クーパーの相手役にキャスティングされ、実質的なデビューを果たす。その後は、映画会社を渡り歩き、多くのB級映画に出演したが、いずれも男優の添え物扱いという不遇な時期を過ごす。だがその後は順調にキャリアを重ね、人気女優となった。赤毛の髪の毛がトレードマークで、美しさはハリウッド一と言われた。1952年にはハリウッドの外人記者協会が「世界で最も愛すべきスター」の女優部門に彼女を選んでいる。
1947年の『スマッシュ・アップ』で初めてアカデミー賞にノミネート。その後、『愚かなり我が心』、『我が心に歌えば』、『明日泣く』 でもノミネートされたが受賞にまでは至らなかった。 1955年の『明日泣く』でカンヌ国際映画祭 女優賞を受賞。1958年に『私は死にたくない』で実在した女囚を演じアカデミー主演女優賞を受賞した。受賞時のインタビューでは作品名にかけて「私はこのまま死んでしまいたい」と言って笑わせた。

### プライベート
私生活では1944年にジェス・バーガーと結婚。双子を出産するが、1953年に離婚。1955年には睡眠薬自殺をはかったが命は取り留めている。1957年に弁護士のEaton Chalkleyと再婚するが、1966年に彼は病死した。
1971年に脳腫瘍の兆候が現れ入院する。その際複数の癌の病変も発見されたが、彼女は手術を拒否して投薬等での治療を続けた。しかし1974年には症状が悪化し、7月に脳腫瘍の手術を受けた。その後も容体は好転せず、1975年3月にカリフォルニア州で死去した。

## 主な出演作品
| 公開年 | 邦題 原題                                         | 役名                                       | 備考                        |
| ------ | ------------------------------------------------- | ------------------------------------------ | --------------------------- |
| 1937   | 聖林（ハリウッド）ホテル Hollywood Hotel          |                                            | クレジットなし              |
| 1938   | 黄昏 The Sisters                                  |                                            | クレジットなし              |
| 1939   | ボー・ジェスト Beau Geste                         | イザベル・リバース                         |                             |
| 1941   | 四人の息子 Adam Had Four Sons                     | ヘスター                                   |                             |
| 1941   | 地下室の狂人 Among the Living                     | ミリー                                     |                             |
| 1942   | 絶海の嵐 Reap the Wild Wind                       | ドルシラ                                   |                             |
| 1942   | 森林警備隊 The Forest Rangers                     | タナ・メイソン（ブッチ）                   |                             |
| 1942   | 奥様は魔女 I Married a Witch                      | エステル・マスターソン                     |                             |
| 1943   | 俳優志願 Young and Willing                        | ケイト・ベンソン                           |                             |
| 1944   | 血戦奇襲部隊 The Fighting Seabees                 | コンスタンス                               |                             |
| 1944   | 愛のあけぼの And Now Tomorrow                     | ジャニス・ブレア                           |                             |
| 1946   | タイムリミット25時/暁の死線 Deadline at Dawn      | ジューン                                   |                             |
| 1946   | インディアン渓谷 Canyon Passage                   | ルーシー                                   |                             |
| 1947   | スマッシュ・アップ Smash-Up, the Story of a Woman | アンジェリカ                               |                             |
| 1947   | 私は殺さない They Won't Believe Me                | ヴェルマ・カールソン                       |                             |
| 1947   | ザ・ロスト・モーメント The Lost Moment            | ティナ                                     |                             |
| 1948   | 愛と血の大地 Tap Roots                            | モーナ                                     |                             |
| 1949   | タルサ Tulsa                                      | チェロキー・ランシング                     |                             |
| 1949   | 他人の家 House of Strangers                       | イレーナ・ベネット                         |                             |
| 1949   | 愚かなり我が心 My Foolish Heart                   | エロイーズ・ウィンター                     |                             |
| 1951   | 栄光の彼方に I'd Climb the Highest Mountain       | メアリー・エリザベス・イーデン・トンプソン |                             |
| 1951   | 狙われた駅馬車 Rawhide                            | ヴィニー・ホルト                           |                             |
| 1951   | 愛欲の十字路 David and Bathsheba                  | バテシバ                                   |                             |
| 1952   | わが心に歌えば With a Song in My Heart            | ジェーン・フロマン                         | ゴールデングローブ賞 受賞   |
| 1952   | キリマンジャロの雪 The Snows of Kilimanjaro       | ヘレン                                     |                             |
| 1952   | ラスティ・メン/死のロデオ The Lusty Men           | ルイーズ・メリット                         |                             |
| 1953   | 真紅の女 The President's Lady                     | レイチェル・ジャクソン                     |                             |
| 1953   | 蛮地の太陽 White Witch Doctor                     | エレン・バートン                           |                             |
| 1954   | ディミトリアスと闘士 Demetrius and the Gladiators | メッサリナ                                 |                             |
| 1954   | 悪の花園 Garden of Evil                           | リア・フラー                               |                             |
| 1955   | 野性の女 Untamed                                  | ケイティ・オニール                         |                             |
| 1955   | 一攫千金を夢見る男 Soldier of Fortune             | ジェーン・ホイト                           |                             |
| 1955   | 明日泣く I'll Cry Tomorrow                        | リリアン・ロス                             | カンヌ国際映画祭 女優賞受賞 |
| 1956   | 征服者 The Conqueror                              |                                            |                             |
| 1957   | 将軍ベッドに死す Top Secret Affair                | ドロシー・ピール                           |                             |
| 1958   | 私は死にたくない I Want to Live!                  | バーバラ・グレアム                         | アカデミー主演女優賞受賞    |
| 1959   | バスク決死隊 Thunder in the Sun                   | ガブリエレ                                 |                             |
| 1959   | 愛は憎しみの彼方に Woman Obsessed                 | メアリー・シャロン                         |                             |
| 1961   | 裏街 Back Street                                  | ラエ・スミス                               |                             |
| 1963   | 愛の勝利 Stolen Hours                             | ローラ・ベンバー                           |                             |
| 1964   | 愛よいずこへ Where Love Has Gone                  | ヴァレリー・ヘイドン・ミラー               |                             |
| 1966   | 三人の女性への招待状 The Honey Pot                | シェリダン夫人                             |                             |
| 1967   | 哀愁の花びら Valley of the Dolls                  | ヘレン・ローソン                           |                             |
| 1972   | 復讐の荒野 The Revengers                          | エリザベス                                 |                             |
| 1972   | 女弁護士ジェシー/逆転の最終弁論 Heat of Anger     | ジェシー・フィッツジェラルド               | テレビ映画                  |
| 1972   | さよならコール先生 Say Goodbye Maggie Cole        | マギー・コール                             | テレビ映画                  |

## 関連書籍
- 「わが心に歌えば」（久世光彦著。主婦の友社）ISBN 4-07-237570-5
- 「ジョン・ウェインはなぜ死んだか」（広瀬隆著。文藝春秋）